# إليزابيث بلاكبيرن
إليزابيث بلاكبيرن (بالإنجليزية: Elizabeth H. Blackburn)‏؛ (26 نوفمبر 1948 - )، عالمة أحياء أمريكية من أصل أسترالي حصلت على  جائزة نوبل في الطب لعام 2009 مشاركة مع تلميذتها كارول غريدر وجاك زوستاك وذلك لاكتشافهم دور التيلومير في حماية الصبغيات (الكروموسومات) واكتشافهم لإنزيم التيلوميريز.

## حياتها المبكرة وتعليمها
وُلدت إليزابيث هيلين بلاكبيرن في عائلة من سبعة أطفال في مدينة هوبارت في تاسمانيا بتاريخ 26 نوفمبر 1948 لأبوين كانا يعملان طبيبين للأسرة. انتقلت عائلتها إلى مدينة لاونسستون حين كانت في الرابعة من عمرها، والتحقت هناك بمدرسة القواعد للفتيات التابعة لكنيسة برودلاند هاوس في إنجلترا (دُمجت لاحقًا مع مدرسة القواعد التابعة لكنيسة لاونسستون) حتى سن السادسة عشرة. عقب انتقال عائلتها إلى ملبورن، التحقت بالمدرسة الثانوية الجامعية، وحصلت في نهاية المطاف على درجات عالية جدًا في امتحانات القبول الجامعي النهائية في نهاية العام على مستوى الولاية. حصلت على بكالوريوس العلوم عام 1970 وماجستير العلوم عام 1972، وكلاهما من جامعة ملبورن في مجال الكيمياء الحيوية. ذهبت بلاكبيرن بعد ذلك لتنال درجة الدكتوراه في عام 1975 من كلية داروين في جامعة كامبريدج، حيث عملت مع فريدريك سانغر في تطوير طرق لتشكيل تسلسل الحمض النووي باستخدام الحمض النووي الريبي، بالإضافة إلى دراسة العاثية فاي إكس 174. كان مختبر مجلس البحث الطبي (إم آر سي) للبيولوجيا الجزيئية في جامعة كامبريدج مكان التقاء بلاكبيرن بزوجها جون سيدات. شغل زوج بلاكبيرن المستقبلي منصبًا في جامعة ييل، وكانت هذه الجامعة المكان الذي قررت بلاكبيرن أن تنهي فيه دراستها ما بعد الدكتوراه. «بالتالي كان الحب هو ما أوصلني إلى أكثر الخيارات حظًا وتأثيرًا، وهو مختبر جو غال في جامعة ييل».

## مهنتها وأبحاثها
خلال عملها ما بعد الدكتوراه في جامعة ييل، كانت بلاكبيرن تجري بحثًا عن كائن من الأوالي يُدعى رباعية الغشاء الأليفة للحرارة، ولاحظت كودونًا متكررًا في نهاية الحمض النووي الريبي الخطي يتمتع بأحجام مختلفة. لاحظت بلاكبيرن بعد ذلك أن سداسي النوكليوتيد هذا في نهاية الصبغي يحتوي على تسلسل TTAGGG الذي تكرر على التوالي، وكان الطرف النهائي للصبغيات متناوبًا. سمحت هذه الخصائص لبلاكبيرن وزملائها بإجراء مزيد من البحث على كائن الأوالي. باستخدام النهاية الطرفية المتكررة لرباعية الغشاء، وضحت بلاكبيرن وزميلها جاك زوستاك أن بلازميدات التكاثر غير المستقرة للخميرة محمية من التحلل، ما أثبت أن هذه التسلسلات تتمتع بخصائص القسيمات الطرفية. أثبت هذا البحث أيضًا أن التكرارات الطرفية لـرباعية الغشاء محفوظة تطوريًا بين الأنواع. من خلال هذا البحث، لاحظت بلاكبيرن والمتعاونون معها أن نظام التكرار للصبغيات لم يساهم في إضافة أي طول إلى القسيم الطرفي على الأرجح، وأن إضافة سداسي النيوكليوتيدات إلى الصبغيات يعود غالبًا إلى نشاط إنزيم قادر على نقل مجموعات وظيفية معينة. أدت فكرة وجود إنزيم محتمل يشبه الترانسفيراز ببلاكبيرن وطالبة الدكتوراه كارول دبليو غريدر إلى اكتشاف إنزيم يتمتع بنشاط النسخ العكسي وقادر على ملء الأطراف النهائية للقسيم الطرفي دون أن يترك الصبغي غير مكتمل وعاجز عن الانقسام دون خسارة طرف الصبغي. أدى هذا الاكتشاف عام 1985 إلى استخلاص الإنزيم في المختبر، ليتبين أن الإنزيم الشبيه بالترانسفيراز يحتوي على مكونات بروتينية وحمض نووي ريبي. عمل الحمض النووي الريبي في الإنزيم بمثابة قالب لإضافة التكرارات القسيمية الطرفية إلى القسيم الطرفي غير المكتمل، وساهم البروتين بمنح وظيفة إنزيمية لإضافة التكرارات. عبر هذا الإنجاز، أُطلق مصطلح «تيلوميراز» على الإنزيم، وحُل لغز عملية التكرار الطرفي التي حيرت العلماء آنذاك. تشتغل بلاكبيرن في المجلس الاستشاري العلمي لمؤسسة الطب التجديدي المعروفة سابقًا باسم معهد سياسة علم الوراثة.

### التيلوميراز
يعمل التيلوميراز عن طريق إضافة أزواج قاعدية إلى الطرف غير المقترن من الحمض النووي على النهاية الثالثة، ما يؤدي إلى إطالة الطاق حتى يتمكن بوليميريز الدنا وبادئ الرنا من إكمال الطاق الإضافي وتشكيل الحمض النووي مزدوج الطاق بنجاح. يشكل بوليميراز الدنا الحمض النووي في اتجاه الطاق الرئيسي فقط، ما يؤدي إلى قصر القسيم الطرفي. خلال أبحاثهم، تمكنت بلاكبيرن ومعاونوها من إثبات أن القسيم الطرفي يتجدد تجددًا فعالًا بواسطة إنزيم التيلوميراز، ليحافظ على الانقسام الخلوي عن طريق منع الفقد السريع للمعلومات الجينية الداخلية للقسيم الطرفي، ما يؤدي إلى شيخوخة الخلايا.

في الأول من يناير عام 2016، أُجريت مقابلة مع بلاكبيرن حول دراساتها واكتشاف إنزيم التيلوميراز وأبحاثها الحالية. حين طُلب منها أن تتذكر لحظة اكتشاف إنزيم التيلوميراز، قالت:
لقد أجرت كارول هذه التجربة، ووقفنا في المختبر، وأتذكر أني كنت واقفة هناك نوعًا ما، وحصلنا على شيء - نسميه الجل. كانت صورة إشعاعية ذاتية، إذ استُخدمت كميات ضئيلة من النشاط الإشعاعي لتشكيل صورة لمنتجات الحمض النووي المنفصلة لما تبين أنه تفاعل إنزيم التيلوميراز. أتذكر أنني نظرت إليه وفكرت فقط: «آه! قد يكون هذا أمرًا مهمًا. يبدو الأمر صحيحًا تمامًا». لقد تمتع بنمط خاص. تمتع بنوع من الانتظام. كان هناك شيء أكبر من مجرد نوعٍ من القمامة، وكان ذلك يظهر جليًا، على الرغم من أننا نعود بذاكرتنا إلى الوراء الآن، ويمكننا أن نقول أنه، من الناحية الفنية، تواجد هذا وذاك وثالثٌ آخر، لكن هذا الشيء كان نمطًا لا يمكن إغفاله، ويعطي نوعًا من إحساس «آه! توصلنا لشيء عظيم». لكن بعد ذلك بالطبع، يجب أن يكون العالم الجيد متشككًا للغاية وأن يقول على الفور: «حسنًا، سنختبر هذا الشيء بكل الطرق الممكنة، ونثبت الأمر بطريقة أو بأخرى». إذا كان الأمر صحيحًا، يجب عليك التأكد من أنه صحيح، إذ قد تظهر لك الكثير من الأدلة الكاذبة، خاصةً إذا كنت تريد للأمر أن ينجح.
في عام 1978، انضمت بلاكبيرن إلى هيئة التدريس بجامعة كاليفورنيا، بيركلي في قسم البيولوجيا الجزيئية. في عام 1990، انتقلت عبر خليج سان فرانسيسكو إلى قسم علم الأحياء الدقيقة والمناعة في جامعة كاليفورنيا في سان فرانسيسكو (يو سي إس إف)، حيث شغلت منصب رئيس القسم بين عامي 1993 و1999، وكانت أستاذة لقسم موريس هرتسشتاين في علم الأحياء وعلم وظائف الأعضاء جامعة كاليفورنيا في سان فرانسيسكو. أصبحت بلاكبيرن أستاذة فخرية في جامعة كاليفورنيا في سان فرانسيسكو في نهاية عام 2015.
شاركت بلاكبيرن في تأسيس شركة تيلومير هليث التي تقدم اختبار طول القسيم الطرفي للعامة، لكنها قطعت علاقاتها مع الشركة لاحقًا.
في عام 2015، أُعلن عن تكليف بلاكبيرن بالعمل رئيسةً جديدة لمعهد سولك للدراسات البيولوجية في لا جولا في كاليفورنيا. يقول إروين إم جاكوبس، وهو رئيس مجلس أمناء سولك، بشأن تعيين بلاكبيرن رئيسةً للمعهد: «يحظى قلة من العلماء بهذا النوع من الإعجاب والاحترام الذي تحظى به الدكتورة بلاكبيرن من أقرانها لإنجازاتها العلمية وقيادتها وخدمتها ونزاهتها». أضاف قائلًا: «إن رؤيتها العميقة بصفتها عالمة، ونظرتها كونها قائدة، وشخصيتها الدافئة ستثبت أنها لا تقدر بثمن خلال سيرها بمعهد سولك في رحلته المستمرة للاكتشاف». في عام 2017، أعلنت عن خططها للتقاعد من معهد سولك في العام التالي.

### الأخلاقيات الحيوية
عُينت بلاكبيرن عضوًا في مجلس الرئيس للأخلاقيات الحيوية في عام 2002. وقد دعمت أبحاث الخلايا الجنينية البشرية، في معارضة لإدارة بوش. وانتهت فترة عملها في المجلس بتوجيه من البيت الأبيض في 27 فبراير 2004. وتعتقد الدكتورة بلاكبيرن أنها طُردت من المجلس بسبب عدم موافقتها على موقف إدارة بوش ضد أبحاث الخلايا الجذعية. وقد تبع ذلك تعبيرات عن الغضب إزاء إقالتها من قبل العديد من العلماء، حيث وقع 170 منهم على رسالة مفتوحة إلى الرئيس تؤكد أنها طُردت بسبب المعارضة السياسية لرأيها. حتى أن العلماء وخبراء الأخلاق في ذلك الوقت ذهبوا إلى حد القول بأن إقالة بلاكبيرن كانت انتهاكًا لقانون اللجنة الاستشارية الفيدرالية لعام 1972، والذي "يتطلب مبدأ الإنصاف في مثل هذه الهيئات الاستشارية".
"هناك شعور متزايد بأن البحث العلمي يتعرض للتلاعب لتحقيق غايات سياسية"، كما كتب بلاكبيرن. "وهناك أدلة تشير إلى أن مثل هذا التلاعب يتحقق من خلال تكديس عضوية الهيئات الاستشارية ومن خلال تأخير تقاريرها وتحريفها".

## روابط خارجية
- إليزابيث بلاكبيرن على موقع الموسوعة البريطانية (الإنجليزية)
- إليزابيث بلاكبيرن على موقع مونزينجر (الألمانية)
- إليزابيث بلاكبيرن على موقع إن إن دي بي (الإنجليزية)